# Аменемхет VI
Сеанхибре Амени Антеф Аменемхет VI — египетский фараон начала XIII династии, правивший в первой половине XVIII века до н. э.. Аменемхет VI, несомненно, правил недолго и отрезки времени сильно разнятся. По одним оценкам, Аменемхет VI правил не более 3 лет, по другим меньше месяца. О нём свидетельствуют лишь немногие артефакты. Он может принадлежать к более широкой семье фараонов, включавшей в том числе Аменемхета V, Амени Кемау, Хорнеджефа-Хориотефа и Юфни.

## Свидетельства
Исторические
Аменемхет VI записан в Туринском царском папирусе, списке фараонов, отредактированном в начале XIX династии и служащем основным историческим источником относительно Второго переходного периода. В последнем прочтении канона датского египтолога Кима Рихолта, Аменемхет VI появляется в 7 столбце, 10 строке под его тронным именем Сеанхибре. Это соответствует 6 столбцу, 10 строке по прочтению Туринского папируса Алана Гардинера и Юргена фон Бекерата.
Аменемхет VI также упоминается в Карнакском царском списке, запись 37.
Археологические
О Аменемхете VI свидетельствуют такие артефакты, как две цилиндрических печати из эль-Махамид эль-Кибли в Верхнем Египте, одна из которых посвящена «Себеку, господину Гебелина». Стол для жертвоприношений с картушами Аменемхета VI на опоре был обнаружен в Карнаке и сейчас находится в Каирском египетском музее, CG 23040. Также картуши Аменемхета высечены на стеле из Абидоса и архитраве из гробницы некрополиса Гелиополя, однако, последние исследования указывают на то, что этот памятник принадлежит другому фараону, Сеанхибтави Сеанхибре.

## Хронология
Относительная хронологическая позиция
Относительная хронологическая позиция Аменемхета VI известна благодаря Туринскому канону. Его предшественник — плохо известный фараон по имени Юфни, а его преемник — столь же малоизвестный Семенхкара Небнуни.
Абсолютная позиция и датирование
Абсолютная хронологическая позиция Аменемхета VI является менее точной ввиду неопределенности предыдущих фараонов династии. По словам Кима Рихолта и Даррела Бейкера, он был восьмым фараоном династии, в то время как Томас Шнайдер, Детлеф Франке и фон Бекерат считают его в седьмым.
Продолжительность правления Аменемхета неизвестна из-за плохой сохранности Туринского папируса: читается только «[…] и 23 дня». Рихолт тем не менее считает, что он правил 3 года, между 1788 и 1785 годами до н. э.

## Имена Аменемхета VI
Шестым правителем, упомянутым в Туринском папирусе, является Сеанхибра, «Бог солнца, оживляющий сердце». Такое же тронное имя носил царь, оставивший в Карнаке прекрасный стол для подношений. На нём вырезана полная титулатура правителя. В качестве сына бога солнца он носил имя Амени-Иниотеф-Аменемхет; его «хоровым» именем было Сехертауи, «Удолетворяющий Обе Земли»; именем небти — Сесехемхау, «Добивающийся власти в его восхождении»; «золотым» именем — Хекмаатхет, «Вечный правитель истины». В Карнакском списке он назван именем Сеанхибра. Кроме этого факта, а также упоминания его имени на цилиндрической печати и скарабее, о нём ничего не известно.
Санхибра Амени Иниотефа Аменемхета, возможно, следует отождествлять с «царём Амени-азиатом», которому принадлежат остатки небольшой пирамиды, открытые в Дахшуре весной 1957 года. Сегодня знак в имени царей XIII династии, который раньше переводили как «азиат» (ˁȝmw), читается как имя собственное Кемау (qmȝw). Таким образом, нет оснований называть Амени и Сахорнеджхеритефа «азиатами».
| G5 |

| G5 |

| S29 | O4 · D21 | N17 · N18 |

| S29 | O4 · D21 | N17 · N18 |

| G16 |

| G16 |

| S29 | S42 | N28 · D36 | G43 |

| S29 | S42 | N28 · D36 | G43 |

| G8 |

| G8 |

| S38 | C10 |

| S38 | C10 |

| nswt&bity |

| nswt&bity |

| N5 | S29 | S34 | F34 |

| N5 | S29 | S34 | F34 |

| N5 | S29 | S34 | F34 |

| N5 | S29 | S34 | F34 |

| N5 | S29 | S34 | F34 |

| N5 | S29 | S34 | F34 |

| N5 | S29 | S34 | F34 |

| N5 | S29 | S34 | F34 |

| Ca1 | N5 | S29 | S34 | N35 · Aa1 | F34 | Z1 | Ca2 |

| Ca1 | N5 | S29 | S34 | N35 · Aa1 | F34 | Z1 | Ca2 |

| G39 | N5 |

| G39 | N5 |

| M17 | Y5 · N35 | M17 | M17 | W25 | n&t&f | M17 | Y5 · N35 | G17 | F4 · X1 |

| M17 | Y5 · N35 | M17 | M17 | W25 | n&t&f | M17 | Y5 · N35 | G17 | F4 · X1 |

| M17 | Y5 · N35 | M17 | M17 | W25 | n&t&f | M17 | Y5 · N35 | G17 | F4 · X1 |

| M17 | Y5 · N35 | M17 | M17 | W25 | n&t&f | M17 | Y5 · N35 | G17 | F4 · X1 |

| M17 | Y5 · N35 | M17 | M17 | W25 | n&t&f | M17 | Y5 · N35 | G17 | F4 · X1 |

| M17 | Y5 · N35 | M17 | M17 | W25 | n&t&f | M17 | Y5 · N35 | G17 | F4 · X1 |

| M17 | Y5 · N35 | M17 | M17 | W25 | n&t&f | M17 | Y5 · N35 | G17 | F4 · X1 |

| M17 | Y5 · N35 | M17 | M17 | W25 | n&t&f | M17 | Y5 · N35 | G17 | F4 · X1 |

| XIII династия         |                                                       |                             |
| Предшественник: Иуфни | Фараон Египта XVIII век до н. э. (правил около 3 лет) | Преемник: Семенкара Небенну |